# Dennis Johnson
Dennis Wayne Johnson (ur. 18 września 1954 w San Pedro, zm. 22 lutego 2007 w Austin) – amerykański koszykarz, występujący na pozycji obrońcy, trzykrotny mistrz NBA, po zakończeniu kariery zawodniczej pracował jako trener.
Mierzący 193 cm wzrostu koszykarz studiował na Pepperdine University. Do NBA został wybrany z 29. numerem w drafcie w 1976 przez Seattle SuperSonics. Grał w tej organizacji przez cztery sezony, w 1979 zwyciężając w lidze – został wybrany MVP finałów. W latach 1980–1983 grał w Phoenix Suns. Siedem lat grał w Bostonie (1983-1990) i był częścią dwóch ekip mistrzowskich. W NBA spędził 14 lat, zdobywając łącznie 15 535 punktów. Karierę kończył w 1990. Pięć razy był wybierany do All-Star Game.

## Kariera zawodowa

### Seattle Supersonics
Dennis Johnson został wybrany w drugiej rundzie draftu z numerem 29 przez Seattle Supersonics i od razu podpisał czteroletni kontrakt, na mocy którego miał zarabiać 45.000 USD w pierwszym sezonie, a 90.000 USD w ostatnim. W swoim debiutanckim sezonie Johnson rozpoczynał mecze w roli rezerwowego i notował średnio 9,2 punktu oraz 1,5 asysty na mecz. W tym czasie trenerem ekipy była legenda NBA, Bill Russell. Seattle skończyło sezon z bilansem 40-42 i nie zakwalifikowało się do fazy Play Off, co przyczyniło się do odejścia Russella. Kampanie 1977-78 Sonics rozpoczęli od bilansu 5-17 co przełożyło się na kolejną zmianę trenera, tym razem na członka koszykarskiej Galerii Sław, Lenny’ego Wilkensa, który uczynił z Johnsona zawodnika pierwszej piątki. W tym czasie grał na pozycji numer 2 i notował średnio 12,7 punktu oraz 2,8 asysty na mecz.
Seattle SuperSonics zakończyli rozgrywki 1977-1978 z bilansem 47-35 i zdołali awansować do Play Off’s. W pierwszej rundzie trafili na drużynę Los Angeles Lakers, którą pokonali w stosunku 2-1. Następnie trafili na obrońcę mistrzowskiego tytułu z poprzedniego sezonu, Portland Trail Blazers, wygrywając rywalizację w 6 meczach (4-2). W finale konferencji w tym samym stosunku ograli Denver Nuggets zapewniając sobie awans do wielkiego Finału, w którym trafili na Washington Bullets. Seattle było bardzo blisko wywalczenia mistrzostwa, osiągając prowadzenie 3-2. Bullets zwyciężyło jednak w dwóch kolejnych potyczkach i to oni zdobyli mistrzowskie pierścienie. W siódmym, ostatnim meczu rywalizacji, Johnson spudłował wszystkie 14 rzutów z pola, przyczyniając się do porażki swojej drużyny.
Seattle SuperSonics już rok później miało okazję do rewanżu. Po sezonie zakończonym bilansem 52-30 drużyna po raz drugi z rzędu awansowała do Finału NBA. Tam po raz drugi zmierzyli się z drużyną z Waszyngtonu. Po przegranym pierwszym meczu, cztery kolejne spotkania zakończyły się zwycięstwami drużyny Sonics. Johnson w 5 finałowych meczach notował średnio 22,6 punktów oraz po 6 asyst i zbiórek w każdym meczu. Dzięki świetnej grze Dennis Johnson został uznany MVP finałów. Wystąpił także w Meczu Gwiazd oraz został wybrany do NBA All-Defensive Team.
W sezonie 1979-1980 Johnson notował średnio 19 punktów, 4,1 asyst oraz 5,1 zbiórek w meczu. Został po raz drugi wybrany do Meczu Gwiazd oraz All-Defensive Team. Rozgrywki Play Off drużyna z Seattle zakończyła w finale konferencji, w którym uległa Los Angeles Lakers. Po sezonie Johnson został oddany do Phoenix Suns w ramach wymiany za Paula Westphala oraz wybór w kolejnym drafcie.

### Phoenix Suns
Johnson w drużynie Słońc występował przez trzy sezony, w latach 1980–1983. W tym czasie wystąpił dwukrotnie w Meczu Gwiazd, trzykrotnie znalazł się w drużynie najlepszych obrońców ligi oraz raz został wybrany do All-NBA Team. W drużynie Suns Johnson grał na pozycji rzucającego obrońcy, będąc w dwóch pierwszych sezonach najlepszym punktującym drużyny. W sezonach 1980-81 oraz 1981-82 Phoenix Suns grało w półfinałach konferencji, ulegając odpowiednio Kansas City oraz Los Angeles Lakers. Po sezonie 1982-83 Johnson został oddany do Boston Celtics. W zamian Phoenix otrzymało Ricka Robeya oraz wybory w drafcie.

### Boston Celtics
Po dołączeniu do Celtics w roku 1983, Johnson zaczął występować na pozycji rozgrywającego, skupiając się na kreowaniu pozycji rzutowych kolegom. W pierwszym sezonie występów w Bostonie Johnson notował średnio 13,2 punktów na mecz oraz awansował z drużyną do Finału NBA, w którym jego Celtics zmierzyli się z ekipą z Los Angeles. Rywalizacja zakończyła się zwycięstwem Celtów 4-3 a Johnson po raz kolejny dobrze wywiązywał się z zadań defensywnych, ograniczając zdobycz punktową Magica Johnsona oraz wymuszając jego błędy w kluczowych fazach meczów 2,4 oraz 7.
Sezon 1984-85 Johnson skończył ze średnią zdobyczą punktów na poziomie 15,7 oraz 6,8 asystami. Jego Celtics w Finale NBA po raz kolejny trafili na drużynę Lakers, tym razem uznając wyższość rywali w sześciomeczowej serii. Johnson został wybrany do drugiej najlepszej drużyny obrońców ligi.
W kolejnym sezonie Johnson kontynuował swoją dobrą grę, co potwierdza ponowne jego wybranie do drugiej najlepszej piątki obrońców. Po wyeliminowaniu w finale konferencji Milwaukee Bucks Celtics w Wielkim Finale mierzyli się z Houston Rockets. Rywalizacja zakończyła się zwycięstwem Celtów, prowadzonych przez Larry’ego Birda. Johnson zdobył wówczas swój trzeci i ostatni mistrzowski pierścień. W barwach Celtics Johnson grał do roku 1990, kiedy to postanowił zakończyć swoją karierę

## Osiągnięcia
Na podstawie, o ile nie zaznaczono inaczej.
NCAA
- Uczestnik rozgrywek Sweet 16 turnieju NCAA (1976)

NBA
- Mistrz NBA (1979, 1984, 1986)
- Wicemistrz NBA (1978, 1985, 1987)
- MVP finałów NBA (1979)[10]
- Uczestnik meczu gwiazd NBA (1979–1982, 1985)
- Zaliczony do:
  - I składu:
    - NBA (1981)
    - defensywnego NBA (1979–1983, 1987)[11]

  - II składu:
    - NBA (1980)
    - defensywnego NBA (1984–1986)[11]

  - Koszykarskiej Galerii Sław im. Jamesa Naismitha (2010)
- Klub Boston Celtics zastrzegł należący do niego numer 3
- Zawodnik tygodnia NBA (20.01.1980, 28.12.1980)
- Lider play-off NBA w liczbie celnych rzutów wolnych (1978)[12]

## Podsumowanie
Dennis Johnson w trakcie swojej kariery rozegrał 1100 meczów zdobywając 15 535 punktów, 5499 asyst oraz notując 4249 zbiórek, co przekłada się na średnie 14,1 punktów, 5 asyst oraz 3,9 zbiórek. Był dziewięciokrotnie wybierany do pierwszej lub drugiej piątki najlepszych obrońców ligi. Pięciokrotnie wybierany do Meczu Gwiazd, dwukrotnie do pierwszej piątki ligi, zdobył trzy mistrzowskie tytuły. W 2010 został włączony do Galerii Sław.